# Chi2 Hydrae
Chi2 Hydrae (χ2 Hydrae, förkortat Chi2 Hya, χ2 Hya)  är en dubbelstjärna belägen i den mellersta delen av stjärnbilden Vattenormen. Den har en kombinerad skenbar magnitud på 5,71 och är svagt synlig för blotta ögat där ljusföroreningar ej förekommer. Baserat på parallaxmätning inom Hipparcosuppdraget på ca 4,7 mas, beräknas den befinna sig på ett avstånd på ca 690 ljusår (ca 210 parsek) från solen. 

## Egenskaper
Primärstjärnan Chi2 Hydrae A är en blå till vit jättestjärna av spektralklass B8 III-IVe, som anger att den kan vara på väg att utvecklas till en jättestjärna från underjättestadiet. Den har en beräknad massa som är ca 3,6 gånger större än solens massa, en radie som är ca 4,4 gånger större än solens och utsänder från dess fotosfär ca 344 gånger mera energi än solen vid en effektiv temperatur av ca 11 800 K.
Chi2 Hydrae är en förmörkelsevariabel med en omloppsperiod på 2,27 dygn och en väsentligen cirkulär bana som har en uppmätt excentricitet av 0,00. Förmörkelsen av primärstjärnan genom följeslagarens passager minskar stjärnans skenbara magnitud med 0,29 enheter, medan förmörkelsen av följeslagaren minskar magnituden med 0,27 enheter. Följeslagaren Chi2 Hydrae B är en stjärna i huvudserien av spektralklass B8.5 V med magnitud 7,57. Den har en massa som är 2,6 gånger solens massa och en radie som är 2,16 gånger solens.